# Bulurejo (Mertoyudan)
Bulurejo is een bestuurslaag in het regentschap Magelang van de provincie Midden-Java, Indonesië. Bulurejo telt 4643 inwoners (volkstelling 2010).